# ناثان ديكوكي
ناثان ديكوكي (بالفرنسية: Nathan Dekoke) (6 يناير 1996 بأوبارفيلييه في فرنسا - ) هو لاعب كرة قدم فرنسي في مركز الدفاع. لعب مع نادي سانت إتيان.

## روابط خارجية
- ناثان ديكوكي على موقع قاعدة بيانات كرة القدم.إي يو (الإنجليزية)
- ناثان ديكوكي على موقع Soccerway.com (الإنجليزية)